# 굴베이그

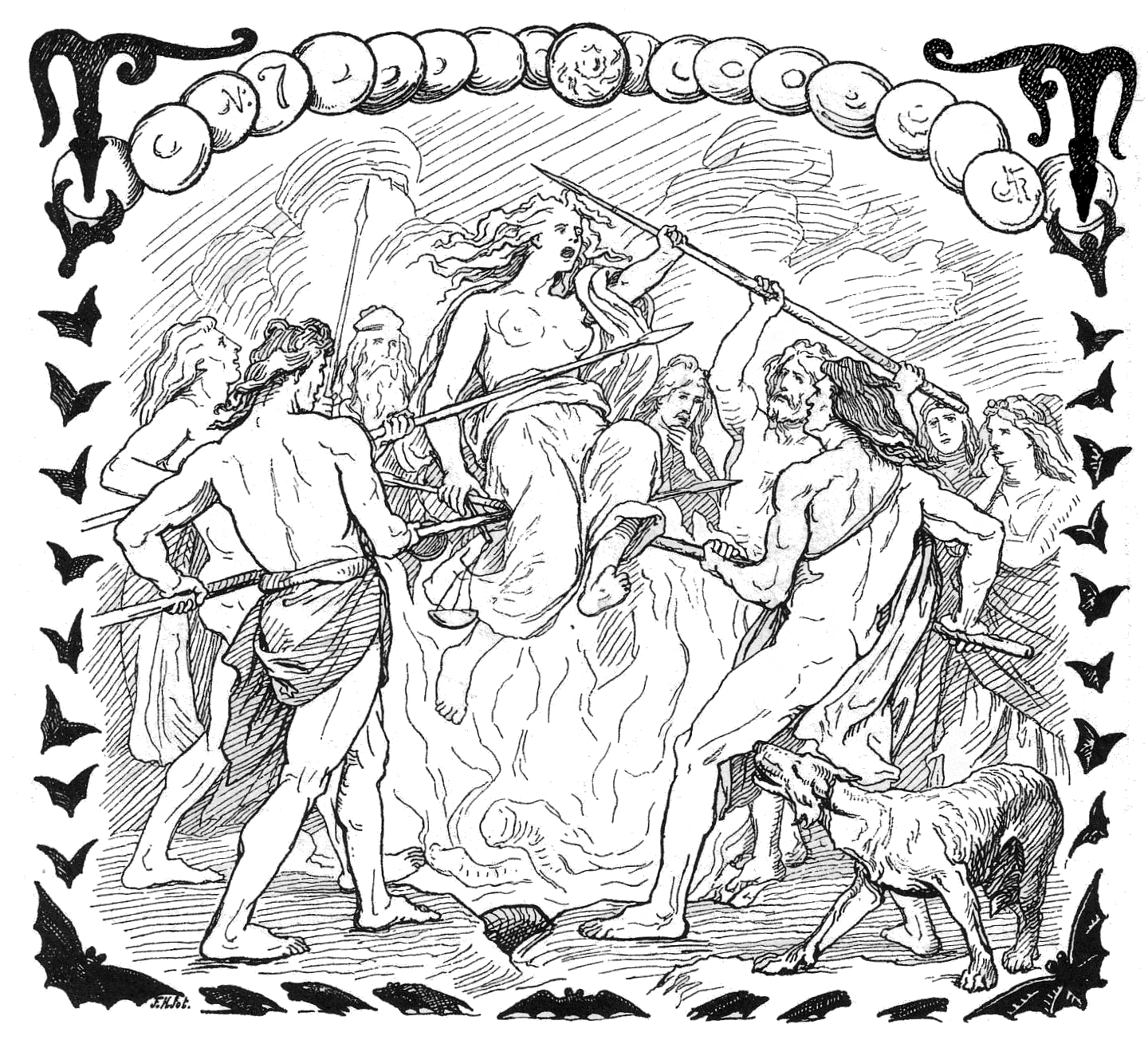
에시르에게 창에 꿰여져 불태워지는 굴베이그. 로렌츠 프뢸리히의 1895년 그림.

굴베이그(고대 노르드어: Gullveig)는 노르드 신화에 나오는 존재로, 에시르에 의해 창에 꿰여져 세 번 산 채로 불타고 그때마다 세 번 부활한 인물이다. 세 번째로 부활한 굴베이그의 이름은 헤이드(고대 노르드어: Heiðr)가 되었으며 지혜로운 볼바라고 한다. 굴베이그=헤이드는 오직 《고 에다》에만 등장한다. 학자들은 굴베이그=헤이드가 프레이야와 동일인이 아닌가 생각하고 있으며, 에시르가 굴베이그를 죽인 것이 아스-반 전쟁의 원인이 되었다고 한다.